# Апфельбаум, Давид
Давид Мориц Апфельбаум (пол. Dawid Moryc Apfelbaum, псевдонимы — Mieczysław, Jabłoński, Kowal, Mietek; ? — 28 апреля 1943, Варшава) — польский еврей, поручик (посмертно майор) Войска Польского, солдат польского еврейского подполья, один из создателей Еврейского Воинского Союза (ŻZW), один из организаторов движения сопротивления в Варшавском гетто. Погиб во время восстания в гетто.

## Биография
К началу Второй мировой войны Давид Апфельбаум был офицером польской армии. Участник Обороны Варшавы, после капитуляции города не явился на регистрацию для польских офицеров.
Вместе с другими офицерами-евреями и еврейскими политическими деятелями создали Еврейский воинский союз (пол. Żydowski Związek Wojskowy (ŻZW)). (Первоначально организация называлась «Свет» и была преобразована в Еврейский Воинский Союз в 1942 г.).
Из донесения капитана Иванского:

В один день в ноябре 1939 четыре молодых еврея пожелали встретиться со мной в госпитале св. Станислава на ул. Вольской. Все они были офицерами польской армии: поручик Давид Мориц Апфельбаум; подпоручик Генрик Лифшиц; магистр права Бялоскур и подхорунжий ВП Калмен Мендельсон. Я был знаком с Апфельбаумом, он служил вместе со мной в одном полку во время обороны Варшавы, показав отвагу и смелость. Они не явились в офицерский лагерь военнопленных….Хотели организовать еврейскую молодёжь….В 1940 Мендельсон организовал группу из 12 мужчин вооружённых четырьмя пистолетами. Оружие они прятали в подвале дома по адресу ул. Кармелитская дом № 5.
Оригинальный текст (пол.)Pewnego dnia w listopadzie 1939 r. czterech młodych Żydów chciało zobaczyć się ze mną w szpitalu św. Stanisława przy ul. Wolskiej. Wszyscy byli oficerami polskiej armii: Dawid Moryc Apfelbaum w stopniu porucznika; Henryk Lifszyc, podporucznik; Białoskór, mgr prawa, i Kałmen Mendelson, wówczas podchorąży WP. Znałem Apfelbauma, służył wraz ze mną w jednym pułku podczas obrony Warszawy, wykazał się odwagą i brawurą. Nie poszli do oficerskiego obozu jenieckiego. (...) Chcieli zorganizować młodzież żydowską. (...) W 1940 r. Mendelson zorganizował grupę 12 mężczyzn uzbrojonych w 4 pistolety. Przechowywali broń w piwnicach domu Karmelicka 5

В структуре ŻZW отвечал также за департамент связи с «арийской» стороной. Связным Апфельбаума в АК был капитан Генрик Иванский. В 1941 Апфельбауму было присвоено звание капитан.
Погиб в ходе восстания в Варшавском гетто 28 апреля 1943 года. После поражения восстания генерал Казимеж Соснковский присвоил Давиду Морицу Апфельбауму звание майора Войска Польского (посмертно).
В 2004 году президент Варшавы Лех Качиньский переименовал в память Мечислава Апфельбаума сквер в варшавском районе Воля.

## Участие в восстании в Варшавском гетто
Во время восстания в гетто руководил отрядом, воевавшим на
ул. Милой №10. Затем участвовал в крупнейшем бою восстания на ул. Мурановской. Погиб в дни восстания. Посмертно произведён в звание майора Войска Польского.

Численность отрядов ЖЗВ достигала 400 человек. Только один отряд ЖЗВ на Мурановской площади — правда, самый крупный — имел два тяжелых и один легкий пулемет и восемь автоматов. Рингельблюм, посетивший штаб-квартиру ЖЗВ за несколько дней до начала боев, застал там большое оживление: принимались рапорты от боевых групп, пересылались приказы в разные концы гетто. В штабе был первоклассный радиоприемник, позволявший получать последние известия со всего мира, тут же стояла пишущая машинка; большие комнаты были увешаны оружием, сумками с боеприпасами, немецкими мундирами. Работа штаба уже не носила конспиративного характера: если бы явились жандармы, их просто не выпустили бы живыми. «Моритури те салютант, Иудеа!» («Идущие на смерть тебя приветствуют, Иудея!») называлась газета, печатавшаяся на гектографе сионистами-ревизионистами накануне боев.

«При первом вторжении в гетто евреям и польским бандитам удалось … отбросить наши атакующие силы вместе с танками и бронеавтомобилями», — так отчитывался потом начальству генерал Штроп, сгоряча обнаружив «польских бандитов» там, где их не было. Били немцев расово неполноценные евреи, но признать это арийской душе стеснительно.
К 16 часам 19 апреля, прорвав оборону Еврейской боевой организации (ŻOB), немцы вышли к Мурановской площади. Здесь-то и завязался единственный за всё восстание длительный позиционный бой. Мурановская площадь была центром округа ŻZW. В доме № 7 находился главный штаб ŻZW. Их главный опорный пункт, бетонный дом № 7, имел вдоволь боеприпасов, а сверх того получал оружие от союзных поляков через добротный туннель, который вёл к противоположному дому на «арийской» стороне (стена гетто делила площадь).
Немцы наседали много раз. Дом 7 отвечал гранатами, из-под его крыши исправно строчил пулемёт, соседние дома тоже не поддавались, и к восьми вечера Штроп устал воевать на Мурановской площади, где всех убитых евреев за многочасовой бой набралось только девять — и немцы ушли из гетто. Именно на Мурановской площади (дом № 17) развевались польский и еврейский флаги, так раздражавшие немцев.
В боях 19 апреля на Мурановской площади немцы потеряли один танк и более сотни солдат. Но взять позицию ŻZW немцы не смогли.

…Бойцы подняли головы. Мгла разбитых домов. Кровь на мостовых. Пустые улицы. Ребёнок выползает из подвала, старик выглядывает из развалин. Они живы, они не в поезде смертников, они дома и — нет немцев, нет украинцев, нет полиции… Евреи победили.
Они победили, выжив на Налевках и выстояв на Мурановской площади. Они победили в схватках на Смочьей улице и на улице Счастливой, на Низкой и на Ставках, где теперь грузчики щеголяют оружием, снятым с убитых врагов, и на Францишканской, где немецкий танк запнулся возле еврейской баррикады. Победили раненые, которые стреляли до последнего вздоха, победили дети, метавшие бутылки с горючей смесью. Победили 4800 работников фабрики Брауэра, которые безоружными так сопротивлялись в своих подземных бункерах выселению, что после штурма и уничтожения укрытий немцы захватили меньше 380 человек. Победили два парня с винтовками и девушка со знаменем, они с балкона дома, уже захваченного фашистами, стреляли вниз, в эсэсовский отряд, пока не полегли. Победила неизвестная шестнадцатилетняя девочка, когда обвязалась бутылками с «коктейлем», облилась бензином, подожглась и с балкона бросилась на проезжающий внизу танк, уничтожив его собой.

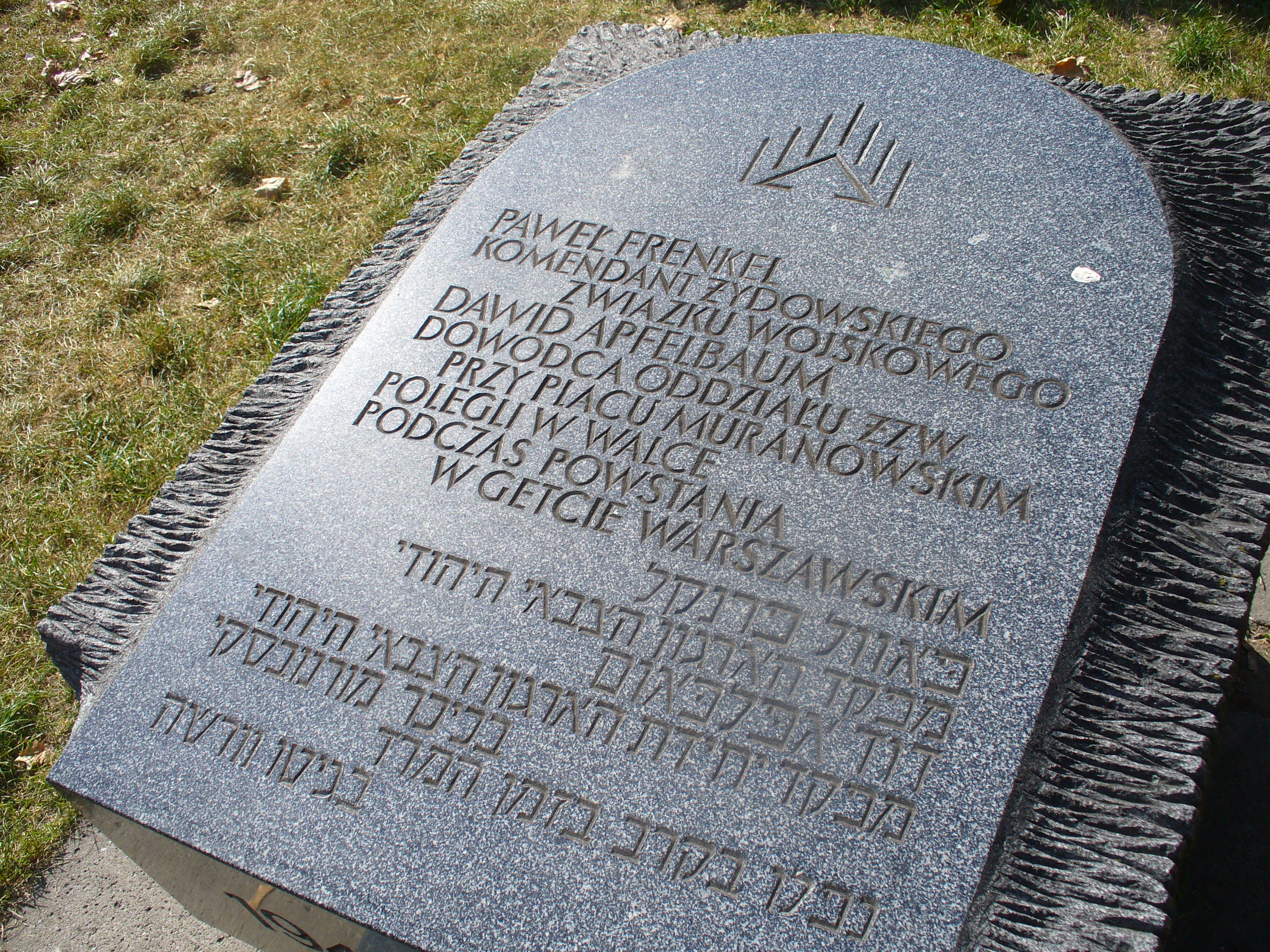
Памятный камень Павла Френкеля и Давида Морица Апфельбаума на ул. Заменгофа в Варшаве

Пробитые пулями знамёна на Мурановской площади долго раздражали немцев: неустанные их атаки захлёбывались, повстанцы сидели прочно в домах, пуповина туннеля питала их оружием дружественных поляков, евреи и сами в дерзких вылазках добывали у врагов автоматы и патроны — они держались больше суток, день рождения фюрера обернулся смертями его солдат и даже одного офицера.
Позиция на Мурановской площади (с флагами восстания) была захвачена немцами только 22 апреля. Казалось, что восстание подавлено. Но 27 апреля в борьбу вступили польские силы Армии Крайовой. Отряд майора Генрика Иванского прошёл через туннель и атаковал немцев. Одновременно немцев атаковали на Мурановской площади и бойцы ŻZW. Оба отряда соединились. Частям ŻZW было предложено выйти из гетто и перебраться на «арийскую» сторону (в этом и был смысл всей операции Армии Крайовой). Однако Давид Апфельбаум отказался оставить гетто, так как отсутствовала связь со многими группами ŻZW, находившимися в других местах, а выходить, бросив своих бойцов, Апфельбаум считал невозможным. Вышла лишь небольшая часть бойцов ŻZW (34 человека), вынося большое количество раненых, её сопровождало большое количество евреев, не принимавших участия в боях. Поляки несколько часов прикрывали их отход, неся большие потери (майор Иванский был ранен, его сын Роман и брат Эдуард погибли.) Но большие потери понесли и немцы (больше ста человек и ещё один танк).
В боях 27 апреля был тяжело ранен Давид Апфельбаум. 28 апреля Апфельбаум скончался. 29 апреля оставшиеся бойцы ŻZW, потеряв к тому времени всех своих командиров, по Мурановскому туннелю покинули гетто и были дислоцированы в Михалинских лесах. На этом восстание как таковое завершилось. Началось прочесывание гетто и уничтожение отдельных бункеров.